# Helene Bolten-Baeckers
Helene Bolten-Baeckers, geborene Helene Rosner (* 31. Mai 1896 München; † 4. Mai 1979 Berlin) war eine Übersetzerin und Stifterin.

## Leben
Ihr Vater war der Schriftsteller Karl Rosner. Sie arbeitete zunächst als Lehrerin in Berlin. 1919 heiratete sie dort den Diplomingenieur Herbert Rudolf Bauer (* 1881 Hamburg), 1922 heiratete sie – ebenfalls in Berlin – in zweiter Ehe den erfolgreichen Operettendichter und Filmproduzenten Heinrich Bolten-Baeckers. 
Nach dessen Tod 1938 wurde sie Inhaberin der Rechte an seinen Werken. 1979 gründete sie eine GEMA-Stiftung, die aus dessen Einnahmen den Heinz-Bolten-Baeckers-Preis seit 1988 vergibt. Dieser ist mit 10.000 Euro dotiert.
Helene Bolten-Baeckers lebte ab 1901 in Berlin, zumeist im Ortsteil Schmargendorf.
Sie übersetzte Theaterstücke: und ein Filmdrehbuch
- Harun-al-Raschid, Drehbuch von Thea von Harbou. Nicht datiert (1930/1940er Jahre ?), Übersetzung in das Englische
- Letizia: Komödie in 3 Akten von Dario Niccodemi. Kiepenheuer, Berlin 1943
- Der Mann an der Kette: Schauspiel von Édouard Bourdet. Bühnenverlag Ahn und Simrock, Berlin ca. 1957